# Sil-beli
Sil-beli lub Sil-Bel (akad. Ṣil-bēli lub Ṣil-Bēl; w transliteracji z pisma klinowego zapisywane mGIŠ.MI-EN i ṣil-EN; tłum. „Ochroną jest pan”) – wysoki dostojnik pełniący urząd „wielkiego podczaszego” (akad. rab šāqē) za rządów asyryjskiego króla Adad-nirari III (810-783 p.n.e.); z asyryjskich list i kronik eponimów wiadomo, iż w 806 r. p.n.e. sprawował też urząd eponima (akad. limmu).